# Großgmain
Großgmain è un comune austriaco di 2 585 abitanti nel distretto di Salzburg-Umgebung, nel Salisburghese, a pochi chilometri dalla cittadina bavarese di Bad Reichenhall.